# Silvana Stanco
Silvana Maria Stanco (Zurigo, 6 gennaio 1993) è una tiratrice a volo italiana, specializzata nella fossa olimpica.

## Biografia
Gareggia per il Gruppo Sportivo Fiamme Gialle.
Ha rappresentato l'Italia ai Giochi olimpici estivi di Tokyo 2020, classificandosi al quinto posto nel trap.
Il 27 agosto 2022 ha vinto la medaglia d'oro agli europei di Cipro nel trap, guadagnando un posto per la nazionale italiana all'Olimpiade di Parigi 2024.
Il 31 luglio 2024 ha vinto la medaglia d'argento alle olimpiadi di Parigi 2024, preceduta dalla guatemalteca Adriana Ruano Oliva.

## Palmarès
- Giochi olimpici

Parigi 2024: argento nel trap.
- Mondiali

Lima 2013: oro a squadre.
Granada 2014: argento a squadre.
Mosca 2017: bronzo nell'individuale.
Changwon 2018: oro a squadre, bronzo nell'individuale.
Lonato del Garda 2019: bronzo nell'individuale.
Baku 2023: oro a squadre.
- Giochi europei

Minsk 2019: oro nell'individuale.
Cracovia 2023: oro a squadre.
- Europei

Larnaca 2012: oro nell'individuale juniores.
Lonato del Garda 2016: argento nell'individuale.
Lonato del Garda 2019: oro a squadre.
Osijek 2021: argento a squadre.
Larnaca 2022: oro nell'individuale e a squadre.
Osijek 2023: argento nell'individuale, bronzo a squadre.
- Universiadi

Kazan' 2013: oro a squadre, argento nell'individuale.
Gwangju 2015: oro a squadre e nell'individuale.